# Kikihia dugdalei
Kikihia dugdalei är en insektsart som beskrevs av Fleming 1984. Kikihia dugdalei ingår i släktet Kikihia och familjen cikador. Inga underarter finns listade i Catalogue of Life.